# 李明扬
李明扬（1891年2月—1978年11月17日），原名敏来、逊吾，曾用名李健，字师广，安徽萧县林寨镇李石村人，中华民国陆军中将。

## 生平
1907年考入南京陆军小学堂，1910年升入陆军第四中学。1911年辛亥武昌起义爆发后，赴鄂参加革命，被派往九江入海军见习，后调至李烈钧的江西都督府任参谋、援鄂北伐第二军总部直属机关炮大队长。1912年秋，任江西陆军步兵第14团团长兼湖口要塞司令，同年加入同盟会。在李烈钧的二次革命讨袁（世凯）之役失败后，李明扬先后赴日本大森浩然军事学社、德国柏林大学哲学系留学，研究军事。1915年归国后，仍投奔李烈钧，任广西护国第二军总部少将高级参谋。1917年任参谋本部警卫团团长、1920年任赣军第一梯团司令、孙中山电召下前往广东任建国赣军司令。
北伐战争期间，任国民革命军第三军第九师副师长兼二十六团团长、东路军先遣司令官、升任第三十一军中将副军长、第十七军副军长兼第二师师长、平汉线第一军副军长等职。
1930年由江苏省政府主席顾祝同保荐任江苏省政府委员兼江苏省保安处处长。1932年被免职，退出军政界赴上海开办人和药厂。
抗日战争期间，被李宗仁任命为第五战区敵後游击总司令兼江苏第九行政区督察专员（驻铜山县），徐州防空司令兼苏北第二游击区、四游击区总指挥官。徐州沦陷后，以苏北第四游击区指挥的身份率由徐州睢宁、淮阴沿途收编各路，退到淮阴与江苏省政府合作。因李明扬追随孙中山、李烈钧参加国民革命的资历太高，代理江苏省政府主席韩德勤不得不表示欢迎，但实际在省方无法安排位置，遂请其到泰州一带发展。泰县县长张维明以李明扬过去的声望，进驻泰州收集各县人马武器，未尝不可与日军周旋，延长地方不陷落的时间，以待胜利来临。因此1938年8月李明扬进驻泰州发展地方武装，正合多方共同意愿。1939年6月被第三战区司令长官顾祝同任命为鲁苏皖游击总指挥，李长江、张翼任副总指挥，下辖十一个纵队（后为七个纵队），据有泰县（州）全境及周围地区。1940年10月黄桥战役期间，李明扬、李长江拥兵自重，以近两万兵力对阵新四军一个连但一枪未发，坐视国军苏鲁战区副总司令韩德勤嫡系部队被歼。陈毅说过：“黄桥决战时，李明扬要是动一动，我们新四军就要喝长江水了。”10月12日，陈毅致电党中央，建议“召集韩、李、陈、我四方和平会议，共同分区抗敌”。14日，毛主席批准了陈毅的建议，明确指出：“如能召集四方会议是很好的。”10月30日，新四军代表陈毅、管文蔚、朱克靖，八路军黄克诚南下部队代表吴法宪，鲁苏皖边区游击总指挥李明扬，陈泰运税警团、一部分保安旅、苏北十二县的代表以及韓國鈞、季方等30人齐集曲塘，准备召开和平会议。韩德勤的代表到了泰州，却宣布不出席会议。乃于10月31日改为座谈会。毛泽东对此给予很高评价，1940年先后两次作出指示。1940年11月4日，毛泽东、朱德、王稼祥在《关于反摩擦斗争中争取友军工作给新四军的指示》称：“陈毅对两李及陈太运（陈泰运）等之统战工作，有丰富宝贵之经验，望大家加以详细研究，加以发扬，广泛运用，以期各部分均能得到争取友军工作之最大成绩，过去许多部队对这方面工作做得非常之不够。”1940年11月18日，《毛、朱、王批转陈毅关于苏北统一战线工作经过与主要经验》：“中央及军委完全同意陈毅同志统战方针及统战工作，为使各部队团以上干部深切研究统战策略，破除其狭隘而不开展，顾小利而忘大利，称英雄而少办法的观点，特将陈毅报告转告你们作具体教育材料。”
黄桥战役后由于日军的压迫、韩德勤以二李亲新四军为由的限制，李明扬部队处于粮饷弹药难以为继的窘境，为使泰州这块地盘与三万人马不至落于他人之手，二李兵分两路，一路由李明扬率领离开泰州至下河农村打游击继续抗日，一路由李长江率领原地不动降汪，两路人马互济互保。此例诱发了“曲线救国”政策，汪伪军急剧膨胀，日军彻底控制了里下河地区，占领了各个县城。1941年2月16日粟裕指挥新四军沿海（安）泰（州）公路发动讨伐李长江战役，连克姜堰、苏陈之后，2月20日拂晓攻克泰州，旋即主动撤离了泰州，日军第十二混成旅团进占泰州。
1943年春夏，江苏省政府主席韩德勤的鲁苏游击战区副总司令部及其第八十九军退出苏北，撤至皖北阜阳。1943年12月，国民政府军事委员会任命仍然坚持苏北敌后的李明扬为鲁苏战区副总司令、长江下游挺进军总司令、江苏省特别行政区行政公署主任（下辖4个专署）。1945年1月成立第十战区，任副司令长官兼长江下游挺进军总司令、江苏省特别行政区行政公署主任。1945年中国国民党六大当选中央监察委员。
1945年5月28日在唐甸村（今泰州市海陵区城东街道下属行政村）河港的芦苇丛中一只小船上，李明扬被日军俘获。先送往扬州，后转送至上海国际饭店隔壁一座小楼的日军机关羁押。李明扬拒绝威逼利诱。后经伪政府主席、伪上海市市长等旧识周旋，于1945年7月获释。此后不久抗战胜利，李明扬到南京参加受降仪式。1946年初李明扬赴重庆见蒋介石，由于韩德勤此前控李十大罪状，李明扬到重庆后遂为蒋介石软禁，经李烈钧、邵力子、张治中等人说情，始未获罪。
1945年5月李明扬被俘后，所部与陈泰运部合并，重庆正式发布陈泰运为苏北挺进军总指挥官兼淮南行署主任。1945年底，陈泰运部并入第七十一军，以陈明仁、陈泰运为正副军长，对陈泰运所部原营级以上官佐一律实行降级退役，迫令离开部队。
抗日战争结束后离开军队，在老友奚东曙邀请下投资上海扬子木材厂，后出任董事长兼总经理。1949年被李宗仁代总统聘为总统府国策顾问。1949年春节后，奉李宗仁代总统之命，率领随员经镇江至扬州见到中国人民解放军第三野战军副司令粟裕，又到淮阴第三野战军司令部见到陈毅司令员，在谈判没有结果的情况下，李明扬响应中共的“五一口号”选择了起义。1949年9月，应邀赴北平参加中国人民政治协商会议任第一届全国委员。开国大典李明扬登上了天安门城楼。
中华人民共和国成立后，出任华东军政委员会委员、江苏省政协副主席、江苏省人民政府委员兼农林厅长、华东行政委员会委员、国防委员会委员、中国国民党革命委员会中央团结委员等职。他还是第一届全国政协委员，第一、二、三、五届全国人大代表。1954年9月，他出席第一届全国人大第一次会议讨论宪法草案，期间并发言。
1978年11月17日，李明扬逝世。